# Agata e pietra nera
Agata e pietra nera  (Very Far Away from Anywhere Else) è un romanzo del 1976 scritto da Ursula K. Le Guin.

## Trama
Tra due adolescenti, Owen Griffiths e Natalie Field, nasce una profonda amicizia. Owen è appassionato di scienze e sogna di entrare in un prestigioso ateneo scientifico nonostante le opposizioni della madre; mentre Natalie è una violista con molte ambizioni. Dopo una gita in spiaggia, i due come pegno di amicizia si scambiano un'agata e una pietra nera. Ma quando Owen, durante un'altra gita al mare con Natalie, cerca di baciarla lei lo respinge sostenendo che vuole che il loro rapporto rimanga solo una semplice amicizia. Owen cade in depressione e fa un incidente in automobile, rimanendo per fortuna incolume nonostante non voglia vedere Natalie. Con lei perde anche la voglia di vivere e l'ambizione di frequentare il tanto desiderato istituto. Ma quando scopre che l'amica suonerà in un concerto, ci va e poco dopo i due si chiariscono e Natalie finalmente concede il primo bacio a Owen. Alla fine il ragazzo cambia idea e si iscrive alla scuola (la madre ci rimarrà male ma poi lo perdonerà) mentre Natalie partirà per un conservatorio e gli promette che si rivedranno presto.

## Edizioni
- Ursula K. Le Guin, Agata e pietra nera, traduzione di Maria Rosa Giardina Zannini, Salani, 1991, ISBN 9788877821829.
- Ursula K. Le Guin, Agata e pietra nera, traduzione di Mariarosa Giardina Zannini, Milano, Salani, 2015, ISBN 9788869181566.